# マチルダ・カレン・ノウルズ
マチルダ・カレン・ノウルズ（Matilda Cullen Knowles、1864年1月31日 - 1933年4月27日）は、アイルランドの植物学者である。アイルランドの地衣類の研究で知られる。

## 略歴
アルスター地方アントリム県のBallymenaで生まれた。若い頃から、植物に強い関心を持っていた。自宅近くの植物やアントリム県、ロンドンデリー県の植物を調べた。1895年に行われたアイルランドの植生分布調査に参加し、ティロン県で300以上の種を記録した。アイルランド王立科学学院（Royal College of Science for Ireland）の講義に参加し、1902年からダブリンの自然史博物館植物部門のために活動した。はじめ、トーマス・ジョンソン（Thomas Johnson）教授の臨時雇いの助手として働きはじめたが、1923年にジョンソンが退職した後、その仕事を継いだ。1909年から、アイルランドのクレア島の調査をもう一人の女性植物学者アニー・ローレン・スミス（Annie Lorrain Smith）と行い、それまであまり研究されていなかった地衣類の研究を行った。地衣類の専門家として評価され、100あまりのそれまで研究されなかったアイルランドの地衣類を研究し、5種の新種を同定し、1929年に800以上の種を掲載した『アイルランドの地衣類』（"The lichens of Ireland"）発表した。さらに別冊の執筆に取り組んだが、没するまでに完成せず、リリアン・ポーター（Lilian Porter）が完成させ1948年に出版された。

## 著作
- Michael E. Mitchell, M.C. Knowles, Lilian Porter: Index of collectors in Knowles' The lichens of Ireland (1929) and Porter's supplement (1948): with a conspectus of lichen recording in the Irish vice-counties to 1950. Occasional papers 11. Ed. National Botanic Gardens, Glasnevin, 53 pp.
- Lilian Porterと共著: Lichens of Ireland. Proc. of the Royal Irish Acad. 51 ( 22). Ed. Hodges, Figgis, 40 pp., 1948
- A.L. Smithと共著: Lichens of the Dublin Foray. Trans. of the British Mycological Soc. 11 (1-2), 1926
- The Maritime and Marine Lichens of Howth. 14, Issue 6 of Scientific proc. 14, 1913, ( 6). Ed. Royal Dublin Soc. 143 pp.,